# Vulcan (Hunedoara)
Vulcan é uma cidade da Roménia com 33.186 habitantes, localizada no distrito de Hunedoara.